# Center Ossipee
Center Ossipee ist ein Census-designated place (CDP) in der Town of Ossipee im Carroll County im US-Bundesstaat New Hampshire. Die Volkszählung von 2020 erfasste 526 Einwohner. Der CDP wurde im Jahr 2010 erstmals vom Census definiert.

## Lage
Der Ort liegt bei den Koordinaten 43° 45' 15.16" Nord und 71° 9' 2.93" West auf einer Höhe von 162 Metern über dem Meeresspiegel südlich des Ossipee Lakes. Die 2,6 km² große Fläche des Gebietes besteht nur aus Land. Die Nordostgrenze verläuft entlang der White Mountain Highway genannten, hier zugangsbeschränkten New Hampshire Route NH-16, auf die hier die NH-25 von Osten trifft. Durch den Ort verläuft die NH-16B als für unter anderem nicht-motorisierte Fahrzeuge freigegebene Alternativroute.